# Lillian Leighton
Lillianne Brown Leighton, ou plus simplement Lillian Leighton  (née le 17 mai 1874 à Auroraville, dans le Wisconsin) et morte le 19 mars 1956  à Woodland Hills, en Californie) est une actrice et scénariste américaine.

## Biographie
Lillian Leighton tourna dans plus de deux cents films, principalement durant le muet, et mit fin à sa carrière en 1940.

## Filmographie partielle
- 1911 : His First Long Trousers
- 1911 : Getting Married
- 1911 : The Two Orphans d'Otis Turner et Francis Boggs
- 1911 : The Plumber
- 1911 : Brown of Harvard
- 1911 : The Wheels of Justice
- 1911 : Paid Back
- 1911 : A Counterfeit Santa Claus d'Otis Turner
- 1911 : A Fair Exchange
- 1911 : A Tennessee Love Story
- 1911 : The Warrant
- 1911 : How They Stopped the Run on the Bank
- 1912 : Cinderella
- 1912 : The Hypnotic Detective
- 1912 : The Brotherhood of Man de Frank Beal
- 1912 : A Detective's Strategy de Lem B. Parker
- 1912 : Tempted by Necessity de Lem B. Parker
- 1912 : In Little Italy
- 1912 : Murray the Masher
- 1912 : The Stronger Mind
- 1913 : The Tide of Destiny
- 1913 : The Fugitive de Charles H. France
- 1913 : Sally in Our Alley
- 1916 : The Grasp of Greed
- 1916 : Anice, fille de ferme (The Plow Girl) de Robert Z. Leonard
- 1917 : The Voice That Led Him
- 1917 : Freckles
- 1917 : Le Talisman (The Devil-Stone) de Cecil B. DeMille
- 1918 : Till I Come Back to You de Cecil B. DeMille
- 1918 : La Proie pour l'ombre (Old Wives for New) de Cecil B. DeMille
- 1919 : Les Deux Mères (A Girl Named Mary) de Walter Edwards
- 1919 : Men, Women, and Money de George Melford
- 1920 : Marions Maman (All of A Sudden Peggy) de Walter Edwards
- 1920 : L'Homme au couteau (The Jack-Knife Man) de King Vidor
- 1920 : What Happened to Jones de James Cruze
- 1921 : Le Fruit défendu (Forbidden Fruit) de Cecil B. DeMille
- 1921 : Folie d'été (Midsummer Madness) de William C. de Mille
- 1921 : Under the Lash de Sam Wood
- 1922 : Red Hot Romance de Victor Fleming
- 1922 : Le Roman de cousine Laure (Tillie) de Frank Urson
- 1922 : Le Détour (Saturday Night), de Cecil B. DeMille
- 1922 : La Crise du logement (Rent Free) de Howard Higgin
- 1922 : The Lane that Had no Turning de Victor Fleming
- 1923 : L'Escapade (Crinoline and Romance) de Harry Beaumont
- 1923 : Ruggles of Red Gap de James Cruze
- 1923 : L'Appel de la vallée (The Call of the Canyon) de Victor Fleming
- 1923 : Trois Femmes pour un mari (The Eternal Three)  de Marshall Neilan et Frank Urson
- 1924 : Marins (Code of the Sea) de Victor Fleming
- 1925 : Parisian Love de Louis J. Gasnier
- 1925 : Dans la fournaise (Code of the West) de William K. Howard
- 1925 : In the Name of Love d'Howard Higgin
- 1925 : Le Fils de la prairie (Tumbleweeds) de King Baggot
- 1925 : La Ruée sauvage (The Thundering Herd) de William K. Howard
- 1927 : California de W. S. Van Dyke
- 1930 : À la hauteur (Feet First) de Clyde Bruckman
- 1932 : Le Signe de la croix
- 1932 : La Grande Muraille
- 1933 : L'Homme de Monterey (The Man from Monterey) de Mack V. Wright
- 1934 : Behold My Wife de Mitchell Leisen